# Discografia de Britney Spears
A discografia de Britney Spears, da artista musical americana, consiste em nove álbuns de estúdio, dois de remixes, cinco compilações, um extended play e quarenta e sete singles (incluindo cinco como artista convidada). Em 1997, Spears assinou um contrato com a gravadora Jive e lançou seu álbum de estreia, ...Baby One More Time, em janeiro de 1999. O trabalho estreou na primeira posição da Billboard 200 e foi certificado quatorze vezes platina pela RIAA, tornando-se o quinto disco mais vendido por uma artista e o 31º mais comercializado na história da música americana. "...Baby One More Time", "Sometimes", "(You Drive Me) Crazy", "Born to Make You Happy" e "From the Bottom of My Broken Heart" foram os focos de promoção do projeto, sendo que o primeiro alcançou o topo da Billboard Hot 100 e do UK Singles Chart. No Reino Unido, a canção é a quarta mais vendida por uma vocalista e a 31ª no geral, sendo escolhida em 2012 como uma das dez favoritas da nação entre as que alcançaram a primeira colocação. Em âmbito global, o álbum vendeu cerca de 25 milhões de unidades, estando entre os que mais venderam em todos os tempos.
Dezesseis meses após o lançamento de ...Baby One More Time, a cantora lançou Oops!... I Did It Again como seu segundo disco de canções originais. Nos Estados Unidos, a obra vendeu mais de 1.3 milhão de cópias na primeira semana, convertendo-se no disco de uma cantora mais comercializado na semana de estreia e foi certificado diamante pela RIAA. "Oops!... I Did It Again", "Lucky", "Stronger" e "Don't Let Me Be the Last to Know" serviram como divulgação ao projeto, que acabou por vender cerca de 20 milhões de exemplares e também entrou para a lista de álbuns mais vendidos do mundo. Em novembro de 2001, a artista lançou o seu disco homônimo, debutando novamente no topo da Billboard 200. A primeira faixa de promoção, "I'm a Slave 4 U", é notável por ser uma mudança de estilo musical dos trabalhos anteriores. Em 2 de dezembro de 2001, antes de fazer 20 anos, a vocalista entrou para o Guinness Book como a artista mais jovem que mais vendeu álbuns no mundo, com aproximadamente 37 milhões de unidades. O seu quarto projeto de estúdio, In the Zone, foi introduzido em novembro de 2003 e fez de Spears a primeira cantora a ter os quatro primeiros álbuns estreando na primeira posição nos Estados Unidos. "Me Against the Music", "Toxic", "Everytime" e "Outrageous" foram as músicas escolhidas para promover o disco, sendo que a segunda conquistou o seu primeiro Grammy. Seguiram-se a sua primeira compilação e o seu primeiro projeto de remixes em 2004 e 2005, respectivamente.
Blackout foi editado como quinto álbum de estúdio da intérprete em outubro de 2007. Foi recebido positivamente pelos críticos, que elogiaram seu som inovador e moderno. "Gimme More", "Piece of Me" e "Break the Ice" foram as gravações de trabalho. Com o lançamento do seu sexto disco de originais, Circus, a vocalista tornou-se a primeira na era Nielsen SoundScan, 1991 até o presente, a ter quatro álbuns debutando com 500 mil ou mais cópias vendidas nos Estados Unidos. Entre os singles "Womanizer", "Circus", "If U Seek Amy" e "Radar", destacaram-se o primeiro que liderou a parada americana e o segundo que faz parte da lista de singles com mais downloads pagos no mundo, com mais de 5.5 milhões de exemplares comercializados. No final de 2009, "3" estreou no topo da Billboard Hot 100 e precedeu o seu segundo projeto de compilação. Em março de 2011, Femme Fatale, o seu sétimo trabalho de estúdio, transformou a cantora na única com menos de 30 anos a ter seis discos número um nos Estados Unidos. O primeiro single, "Hold It Against Me", fez da artista apenas a segunda nos 52 anos de história da Billboard Hot 100 a ter mais de uma música debutando na primeira colocação. "Till the World Ends", "I Wanna Go" e "Criminal" serviram como os últimos focos de promoção do álbum. Ainda neste ano, a intérprete colaborou com Rihanna no remix da canção "S&M", que chegou à liderança da tabela musical dos Estados Unidos, e em 2012 com will.i.am em "Scream & Shout", que é uma das músicas com mais vendas digitais do globo, com cerca de 8.1 milhões de unidades faturadas. No ano posterior, Britney Jean foi introduzido como oitavo disco de originais da vocalista. "Work Bitch" e "Perfume" foram as faixas escolhidas para divulgar a obra com pior desempenho comercial da cantora.
Spears vendeu mais de 100 milhões de álbuns e singles, fazendo dela uma recordista de vendas no mundo. Ela é a nona cantora e a 49ª artista que mais vendeu discos nos Estados Unidos com 34.5 milhões de unidades certificadas pela RIAA, sendo a vocalista, quinta no geral, que mais vendeu na década de 2000 no país. Vendeu 2.9 milhões de singles físicos e 36.900.000 canções digitais nos Estados Unidos, posicionando-se entre os dez intérpretes mais bem sucedidos. No Reino Unido, Spears vendeu mais de 4.9 milhões de álbuns e 8.100.000 singles, estando entre as dez cantoras com melhor desempenho. Na lista da Billboard de artistas da década de 2000, ficou na oitava posição, e na lista de artistas da década de 2000 na Billboard 200, ficou na segunda posição.

## Álbuns de estúdio
| Detalhes | Melhores posições atingidas | Melhores posições atingidas | Melhores posições atingidas | Melhores posições atingidas | Melhores posições atingidas | Melhores posições atingidas | Melhores posições atingidas | Melhores posições atingidas | Melhores posições atingidas | Melhores posições atingidas | Melhores posições atingidas | Melhores posições atingidas | Vendas                                                  | Certificações |
| Detalhes | ALE                         | AUS                         | CAN                         | EUA                         | FRA                         | IRL                         | JAP                         | NOR                         | PB                          | RU                          | SUE                         | SUI                         | Vendas                                                  | Certificações |
| --- | --------------------------- | --------------------------- | --------------------------- | --------------------------- | --------------------------- | --------------------------- | --------------------------- | --------------------------- | --------------------------- | --------------------------- | --------------------------- | --------------------------- | ------------------------------------------------------- | --- |
| ...Baby One More Time - Lançamento: 12 de janeiro de 1999 - Gravadora: Jive - Formatos: CD, cassete, download digital, vinil | 1                           | 2                           | 1                           | 1                           | 4                           | 6                           | 9                           | 5                           | 3                           | 2                           | 10                          | 1                           | - : 25.000.000 - : 922.820 - : 12.200.000 - : 1.200.000 | - ALE: 3× Ouro - ARG: 4× Platina - AUS: 4× Platina - BRA: Ouro - CAN: Diamante - EUA: 14× Platina - EUR: 4× Platina - FRA: 2× Platina - MEX: 2× Platina + Ouro - POR: 2× Platina - RU: 4× Platina |
| Oops!... I Did It Again - Lançamento: 16 de maio de 2000 - Gravadora: Jive - Formatos: CD, cassete, download digital, vinil  | 1                           | 2                           | 1                           | 1                           | 1                           | 3                           | 4                           | 1                           | 1                           | 2                           | 1                           | 1                           | - : 20.000.000 - : 710.044 - : 10.410.000 - : 906.500   | - ALE: 3× Platina - ARG: Platina - AUS: 3× Platina - BRA: Ouro - CAN: 5× Platina - EUA: Diamante - EUR: 4× Platina - FRA: 2× Ouro - MEX: 2× Platina - POR: Platina - RU: 3× Platina               |
| Britney - Lançamento: 5 de novembro de 2001 - Gravadora: Jive - Formatos: CD, cassete, download digital, vinil               | 1                           | 4                           | 1                           | 1                           | 2                           | 3                           | 4                           | 5                           | 11                          | 4                           | 6                           | 1                           | - : 10.000.000 - : 316.944 - : 4.988.000 - : 459.500    | - ALE: Platina - ARG: Platina - AUS: 2× Platina - BRA: Ouro - CAN: 3× Platina - EUA: 4× Platina - EUR: 2× Platina - FRA: Platina - RU: Platina                                                    |
| In the Zone - Lançamento: 16 de novembro de 2003 - Gravadora: Jive - Formatos: CD, cassete, download digital                 | 2                           | 10                          | 2                           | 1                           | 1                           | 4                           | 3                           | 11                          | 9                           | 13                          | 8                           | 6                           | - : 10.000.000 - : 3.000.000 - : 534.000                | - ALE: Ouro - ARG: Platina - AUS: Platina - BRA: Ouro - CAN: 3× Platina - EUA: 2× Platina - EUR: Platina - FRA: 2× Ouro - JAP: Platina - MEX: Platina - RU: Platina - RUS: 2× Platina             |
| Blackout - Lançamento: 26 de outubro de 2007 - Gravadora: Jive - Formatos: CD, cassete, download digital                     | 10                          | 3                           | 1                           | 2                           | 2                           | 1                           | 4                           | 12                          | 14                          | 2                           | 11                          | 4                           | - : 3.100.000 - : 1.000.000                             | - AUS: Platina - BRA: Ouro - CAN: Platina - EUA: Platina - FRA: Ouro - IRL: Platina - JAP: Ouro - RU: Ouro - RUS: 3× Platina                                                                      |
| Circus - Lançamento: 28 de novembro de 2008 - Gravadora: Jive - Formatos: CD, cassete, download digital                      | 9                           | 3                           | 1                           | 1                           | 3                           | 2                           | 5                           | 21                          | 10                          | 4                           | 19                          | 1                           | - : 4.000.000 - : 1.700.000                             | - ALE: Ouro - ARG: Ouro - AUS: 2× Platina - CAN: 3× Platina - CCG: Ouro - EUA: Platina - FRA: Ouro - IRL: Platina - JAP: Ouro - MEX: Ouro - RU: Platina - RUS: 2× Platina                         |
| Femme Fatale - Lançamento: 25 de março de 2011 - Gravadora: Jive - Formatos: CD, download digital                            | 10                          | 1                           | 1                           | 1                           | 4                           | 4                           | 8                           | 3                           | 7                           | 8                           | 5                           | 2                           | - : 1.500.000 - : 803.000 - : 80.000                    | - AUS: Ouro - CAN: Platina - EUA: Platina - FRA: Ouro - IRL: Ouro - MEX: Ouro - RU: Ouro - RUS: Platina                                                                                           |
| Britney Jean - Lançamento: 29 de novembro de 2013 - Gravadora: RCA - Formatos: CD, download digital                          | 20                          | 12                          | 7                           | 4                           | 22                          | 15                          | 17                          | 16                          | 36                          | 34                          | 28                          | 9                           | - : 600.000 - : 276.000 - : 12.959                      | - CAN: Ouro - EUA: Ouro - MEX: Ouro |
| Glory - Lançamento: 26 de agosto de 2016 - Gravadora: RCA - Formatos: CD, download digital                                   | 3                           | 4                           | 4                           | 3                           | 6                           | 1                           | 19                          | 10                          | 8                           | 2                           | 12                          | 4                           | - : 285.000 - : 154.000                                 | |

## Álbuns deremixes
| Detalhes | Melhores posições atingidas | Melhores posições atingidas | Melhores posições atingidas | Melhores posições atingidas | Melhores posições atingidas | Vendas                  |
| Detalhes | CAN                         | EUA                         | FRA                         | JAP                         | RU                          | Vendas                  |
| --- | --------------------------- | --------------------------- | --------------------------- | --------------------------- | --------------------------- | ----------------------- |
| B in the Mix: The Remixes - Lançamento: 22 de novembro de 2005 - Gravadora: Jive - Formatos: CD, download digital     | —                           | 134                         | —                           | 25                          | —                           | - : 274.000 - : 138.000 |
| B in the Mix: The Remixes Vol. 2 - Lançamento: 7 de outubro de 2011 - Gravadora: RCA - Formatos: CD, download digital | 53                          | 47                          | 57                          | —                           | 171                         | - : 30.000              |
| "—" indica uma obra que não entrou na tabela musical correspondente.                                                  |                             |                             |                             |                             |                             |                         |

## Álbuns de compilação
| Detalhes | Melhores posições atingidas | Melhores posições atingidas | Melhores posições atingidas | Melhores posições atingidas | Melhores posições atingidas | Melhores posições atingidas | Melhores posições atingidas | Melhores posições atingidas | Melhores posições atingidas | Melhores posições atingidas | Melhores posições atingidas | Melhores posições atingidas | Vendas                                    | Certificações |
| Detalhes | ALE                         | AUS                         | CAN                         | EUA                         | FRA                         | IRL                         | JAP                         | NOR                         | PB                          | RU                          | SUE                         | SUI                         | Vendas                                    | Certificações |
| --- | --------------------------- | --------------------------- | --------------------------- | --------------------------- | --------------------------- | --------------------------- | --------------------------- | --------------------------- | --------------------------- | --------------------------- | --------------------------- | --------------------------- | ----------------------------------------- | --- |
| Greatest Hits: My Prerogative - Lançamento: 9 de novembro de 2004 - Gravadora: Jive - Formatos: CD, download digital                               | 4                           | 4                           | 3                           | 4                           | 85                          | 1                           | 1                           | 4                           | 7                           | 2                           | 14                          | 6                           | - : 6.000.000 - : 1.800.000 - : 1.000.000 | - ALE: Ouro - ARG: Ouro - AUS: 2× Platina - CAN: Ouro - EUA: Platina - EUR: Platina - FRA: 2× Ouro - HK: Ouro - JAP: 3× Platina - RU: 3× Platina - RUS: 2× Platina |
| The Singles Collection - Lançamento: 10 de novembro de 2009 - Gravadora: Jive - Formatos: CD, box set, download digital                            | 80                          | 23                          | 19                          | 22                          | —                           | 30                          | 8                           | 36                          | 77                          | 38                          | —                           | 51                          | - : 755.000 - : 266.000                   | - AUS: Ouro - CAN: Ouro - MEX: Ouro - RU: Ouro |
| Oops! I Did It Again: The Best of Britney Spears - Lançamento: 18 de junho de 2012 - Gravadora: Sony Music Camden - Formatos: CD, download digital | —                           | —                           | —                           | —                           | —                           | —                           | —                           | —                           | —                           | —                           | —                           | —                           |                                           | |
| Playlist: The Very Best of Britney Spears - Lançamento: 6 de novembro de 2012 - Gravadora: Legacy - Formatos: CD, download digital                 | —                           | —                           | —                           | 111                         | —                           | —                           | —                           | —                           | —                           | —                           | —                           | —                           | - : 161.000                               | |
| The Essential Britney Spears - Lançamento: 20 de agosto de 2013 - Gravadora: Legacy - Formatos: CD                                                 | —                           | —                           | —                           | —                           | —                           | —                           | —                           | —                           | —                           | —                           | —                           | —                           | - : 55.000                                | |
| "—" indica uma obra que não entrou na tabela musical correspondente.                                                                               |                             |                             |                             |                             |                             |                             |                             |                             |                             |                             |                             |                             |                                           | |

## Extended plays(EP)
| Detalhes                                                                                       |
| ---------------------------------------------------------------------------------------------- |
| Britney & Kevin: Chaotic - Lançamento: 27 de setembro de 2005 - Gravadora: Jive - Formatos: CD |

## Singles

### Como artista principal
| Ano                                                                  | Canção                                           | Melhores posições atingidas | Melhores posições atingidas | Melhores posições atingidas | Melhores posições atingidas | Melhores posições atingidas | Melhores posições atingidas | Melhores posições atingidas | Melhores posições atingidas | Melhores posições atingidas | Melhores posições atingidas | Melhores posições atingidas | Melhores posições atingidas | Certificações | Álbum                         |
| Ano                                                                  | Canção                                           | ALE                         | AUS                         | CAN                         | EUA                         | FRA                         | IRL                         | NOR                         | NZ                          | PB                          | RU                          | SUE                         | SUI                         | Certificações | Álbum                         |
| -------------------------------------------------------------------- | ------------------------------------------------ | --------------------------- | --------------------------- | --------------------------- | --------------------------- | --------------------------- | --------------------------- | --------------------------- | --------------------------- | --------------------------- | --------------------------- | --------------------------- | --------------------------- | --- | ----------------------------- |
| 1998                                                                 | "...Baby One More Time"                          | 1                           | 1                           | 1                           | 1                           | 1                           | 1                           | 1                           | 1                           | 1                           | 1                           | 1                           | 1                           | - ALE: 3× Ouro - AUS: 3× Platina - EUA: Platina - FRA: Platina - NOR: 2× Platina - NZ: Platina - RU: 3× Platina - SUE: Platina - SUI: Platina | ...Baby One More Time         |
| 1999                                                                 | "Sometimes"                                      | 6                           | 2                           | 7                           | 21                          | 13                          | 5                           | 13                          | 1                           | 1                           | 3                           | 4                           | 7                           | - AUS: Platina - FRA: Ouro - NZ: Ouro - RU: Ouro - SUE: Ouro                                                                                  | ...Baby One More Time         |
| 1999                                                                 | "(You Drive Me) Crazy"                           | 4                           | 12                          | 3                           | 10                          | 2                           | 3                           | 2                           | 5                           | 2                           | 5                           | 2                           | 4                           | - ALE: Ouro - AUS: Platina - FRA: Ouro - NZ: Ouro - RU: Prata - SUE: Platina                                                                  | ...Baby One More Time         |
| 1999                                                                 | "Born to Make You Happy"                         | 3                           | —                           | —                           | —                           | 9                           | 1                           | 3                           | —                           | 6                           | 1                           | 2                           | 3                           | - ALE: Ouro - FRA: Ouro - RU: Prata - SUE: Platina                                                                                            | ...Baby One More Time         |
| 1999                                                                 | "From the Bottom of My Broken Heart"             | —                           | 37                          | 25                          | 14                          | —                           | —                           | —                           | 23                          | —                           | —                           | —                           | —                           | - EUA: Platina | ...Baby One More Time         |
| 2000                                                                 | "Oops!... I Did It Again"                        | 2                           | 1                           | 1                           | 9                           | 4                           | 2                           | 1                           | 1                           | 1                           | 1                           | 1                           | 1                           | - ALE: Ouro - AUS: Platina - DIN: Ouro - FRA: Ouro - NZ: Platina - RU: Platina - SUE: 2× Platina - SUI: Ouro                                  | Oops!... I Did It Again       |
| 2000                                                                 | "Lucky"                                          | 1                           | 3                           | 2                           | 23                          | 16                          | 2                           | 5                           | 4                           | 4                           | 5                           | 1                           | 1                           | - ALE: Ouro - AUS: Platina - NZ: Platina - RU: Prata - SUE: Platina                                                                           | Oops!... I Did It Again       |
| 2000                                                                 | "Stronger"                                       | 4                           | 13                          | 9                           | 11                          | 20                          | 6                           | 11                          | 15                          | 12                          | 7                           | 4                           | 6                           | - ALE: Ouro - AUS: Ouro - DIN: Ouro - EUA: Ouro - FRA: Ouro - RU: Prata - SUE: Ouro                                                           | Oops!... I Did It Again       |
| 2001                                                                 | "Don't Let Me Be the Last to Know"               | 12                          | —                           | 34                          | —                           | 27                          | 12                          | 20                          | —                           | 21                          | 12                          | 12                          | 9                           | - DIN: Ouro | Oops!... I Did It Again       |
| 2001                                                                 | "I'm a Slave 4 U"                                | 3                           | 7                           | 8                           | 27                          | 8                           | 6                           | 3                           | 13                          | 9                           | 4                           | 7                           | 7                           | - AUS: Ouro - FRA: Ouro - NOR: Ouro - RU: Prata - SUE: Ouro                                                                                   | Britney                       |
| 2001                                                                 | "Overprotected"                                  | —                           | 16                          | 22                          | 86                          | 15                          | 9                           | 9                           | —                           | 12                          | 4                           | 2                           | —                           | - AUS: Ouro - FRA: Ouro - SUE: Ouro | Britney                       |
| 2002                                                                 | "I'm Not a Girl, Not Yet a Woman"                | 10                          | 7                           | —                           | —                           | 25                          | 3                           | —                           | 40                          | 9                           | 2                           | 4                           | 16                          | - AUS: Ouro - RU: Prata | Britney                       |
| 2002                                                                 | "I Love Rock 'n Roll"                            | 7                           | 13                          | 33                          | —                           | —                           | 8                           | —                           | —                           | 18                          | 13                          | 15                          | 15                          | - AUS: Ouro | Britney                       |
| 2002                                                                 | "Anticipating"                                   | —                           | —                           | —                           | —                           | 38                          | —                           | —                           | —                           | —                           | —                           | —                           | —                           | | Britney                       |
| 2002                                                                 | "Boys (The Co-Ed Remix)" (com Pharrell Williams) | 19                          | 14                          | 21                          | —                           | 55                          | 10                          | —                           | 39                          | 13                          | 7                           | 11                          | 20                          | - AUS: Ouro | Austin Powers in Goldmember   |
| 2003                                                                 | "Me Against the Music" (com Madonna)             | —                           | 1                           | 2                           | 35                          | 11                          | 1                           | 2                           | 13                          | 5                           | 2                           | 5                           | 4                           | - AUS: Platina - NOR: Ouro | In the Zone                   |
| 2004                                                                 | "Toxic"                                          | 4                           | 1                           | 1                           | 9                           | 3                           | 1                           | 1                           | 2                           | 6                           | 1                           | 2                           | 4                           | - AUS: Platina - DIN: Ouro - EUA: Ouro - FRA: Ouro - NOR: Platina - NZ: Ouro - RU: Platina - SUE: Ouro                                        | In the Zone                   |
| 2004                                                                 | "Everytime"                                      | 4                           | 1                           | 2                           | 15                          | 2                           | 1                           | 3                           | —                           | 4                           | 1                           | 3                           | 6                           | - ALE: Ouro - AUS: Ouro - EUA: Ouro - FRA: Ouro - NOR: Platina - RU: Ouro - SUE: Ouro                                                         | In the Zone                   |
| 2004                                                                 | "Outrageous"                                     | —                           | —                           | —                           | 79                          | —                           | —                           | —                           | —                           | —                           | —                           | —                           | —                           | | In the Zone                   |
| 2004                                                                 | "I've Just Begun (Having My Fun)"                | —                           | —                           | —                           | —                           | —                           | —                           | —                           | —                           | —                           | —                           | —                           | —                           | | Greatest Hits: My Prerogative |
| 2004                                                                 | "My Prerogative"                                 | 3                           | 7                           | —                           | —                           | 18                          | 1                           | 1                           | 17                          | 10                          | 3                           | 6                           | 4                           | - AUS: Ouro - NOR: Ouro | Greatest Hits: My Prerogative |
| 2005                                                                 | "Do Somethin'"                                   | 18                          | 8                           | —                           | 100                         | 70                          | 4                           | 12                          | —                           | 13                          | 6                           | 10                          | 11                          | - AUS: Ouro | Greatest Hits: My Prerogative |
| 2005                                                                 | "Someday (I Will Understand)"                    | 22                          | —                           | —                           | —                           | —                           | —                           | 18                          | —                           | 36                          | —                           | 10                          | 8                           | | Chaotic                       |
| 2005                                                                 | "And Then We Kiss"                               | —                           | —                           | —                           | —                           | —                           | —                           | —                           | —                           | —                           | —                           | —                           | —                           | | B in the Mix: The Remixes     |
| 2007                                                                 | "Gimme More"                                     | 7                           | 3                           | 1                           | 3                           | 5                           | 2                           | 3                           | 15                          | 35                          | 3                           | 2                           | 4                           | - AUS: Ouro - CAN: Ouro - DIN: Platina - EUA: Platina - RU: Prata                                                                             | Blackout                      |
| 2007                                                                 | "Piece of Me"                                    | 7                           | 2                           | 5                           | 18                          | —                           | 1                           | —                           | 4                           | 41                          | 2                           | 9                           | 19                          | - AUS: Platina - DIN: Platina - EUA: Platina - NZ: Ouro - RU: Prata - SUE: Ouro                                                               | Blackout                      |
| 2008                                                                 | "Break the Ice"                                  | 25                          | 23                          | 9                           | 43                          | —                           | 7                           | —                           | 24                          | 61                          | 15                          | 11                          | 63                          | - DIN: Ouro | Blackout                      |
| 2008                                                                 | "Womanizer"                                      | 4                           | 5                           | 1                           | 1                           | 1                           | 2                           | 1                           | 9                           | 8                           | 3                           | 1                           | 2                           | - AUS: Platina - DIN: Platina - NZ: Ouro - RU: Platina - SUE: Ouro                                                                            | Circus                        |
| 2008                                                                 | "Circus"                                         | 11                          | 6                           | 2                           | 3                           | —                           | 12                          | 15                          | 4                           | 41                          | 13                          | 6                           | 19                          | - AUS: Platina - DIN: Ouro - NZ: Ouro - RU: Prata                                                                                             | Circus                        |
| 2009                                                                 | "If U Seek Amy"                                  | 36                          | 11                          | 13                          | 19                          | —                           | 11                          | —                           | 17                          | 63                          | 20                          | 13                          | 61                          | - AUS: Ouro | Circus                        |
| 2009                                                                 | "Radar"                                          | —                           | 46                          | 65                          | 88                          | —                           | 32                          | —                           | 32                          | —                           | 46                          | 8                           | —                           | | Circus                        |
| 2009                                                                 | "3"                                              | 18                          | 6                           | 1                           | 1                           | —                           | 7                           | 10                          | 12                          | 57                          | 7                           | 2                           | 8                           | - AUS: Platina - CAN: 2× Platina - NZ: Ouro - RU: Prata                                                                                       | The Singles Collection        |
| 2011                                                                 | "Hold It Against Me"                             | 23                          | 4                           | 1                           | 1                           | 31                          | 5                           | 2                           | 1                           | 20                          | 6                           | 9                           | 7                           | - AUS: Platina - MEX: Ouro - NZ: Ouro - RU: Prata - SUE: 2× Platina                                                                           | Femme Fatale                  |
| 2011                                                                 | "Till the World Ends"                            | 27                          | 8                           | 4                           | 3                           | 8                           | 7                           | 2                           | 10                          | 29                          | 21                          | 4                           | 7                           | - AUS: 2× Platina - DIN: Ouro - MEX: Ouro - NZ: Ouro - RU: Prata - SUE: 3× Platina - SUI: Ouro                                                | Femme Fatale                  |
| 2011                                                                 | "I Wanna Go"                                     | 32                          | 31                          | 5                           | 7                           | 5                           | 41                          | 18                          | 22                          | —                           | —                           | 30                          | 27                          | - AUS: Ouro - SUE: Platina | Femme Fatale                  |
| 2011                                                                 | "Criminal"                                       | —                           | —                           | 16                          | 55                          | 13                          | —                           | —                           | —                           | —                           | —                           | 36                          | 33                          | | Femme Fatale                  |
| 2013                                                                 | "Ooh La La"                                      | 86                          | —                           | 37                          | 54                          | 73                          | —                           | —                           | —                           | —                           | 72                          | —                           | —                           | | The Smurfs 2                  |
| 2013                                                                 | "Work Bitch"                                     | 36                          | 22                          | 5                           | 12                          | 6                           | 13                          | —                           | 28                          | 45                          | 7                           | 30                          | 25                          | - AUS: Ouro - CAN: Platina - DIN: Ouro - EUA: Platina - MEX: Ouro - RU: Prata - SUE: Platina                                                  | Britney Jean                  |
| 2013                                                                 | "Perfume"                                        | 78                          | —                           | 70                          | 76                          | 34                          | 36                          | —                           | —                           | 100                         | —                           | —                           | 74                          | | Britney Jean                  |
| 2015                                                                 | "Pretty Girls" (com Iggy Azalea)                 | 88                          | 27                          | 16                          | 29                          | 25                          | 60                          | —                           | —                           | —                           | 16                          | —                           | —                           | | Obra sem álbum                |
| 2016                                                                 | "Make Me..." (com G-Eazy)                        | 71                          | 39                          | 20                          | 17                          | 11                          | 51                          | —                           | —                           | —                           | 42                          | —                           | 58                          | - CAN: Ouro - EUA: Platina | Glory                         |
| 2016                                                                 | "Slumber Party" (com Tinashe)                    | —                           | —                           | 51                          | 86                          | 121                         | —                           | —                           | —                           | —                           | —                           | —                           | —                           | | Glory                         |
| "—" indica uma obra que não entrou na tabela musical correspondente. |                                                  |                             |                             |                             |                             |                             |                             |                             |                             |                             |                             |                             |                             | |                               |

### Como artista participante
| Ano                                                                  | Canção                                                  | Melhores posições atingidas | Melhores posições atingidas | Melhores posições atingidas | Melhores posições atingidas | Melhores posições atingidas | Melhores posições atingidas | Melhores posições atingidas | Melhores posições atingidas | Melhores posições atingidas | Melhores posições atingidas | Melhores posições atingidas | Melhores posições atingidas | Certificações | Álbum            |
| Ano                                                                  | Canção                                                  | ALE                         | AUS                         | CAN                         | EUA                         | FRA                         | IRL                         | NOR                         | NZ                          | PB                          | RU                          | SUE                         | SUI                         | Certificações | Álbum            |
| -------------------------------------------------------------------- | ------------------------------------------------------- | --------------------------- | --------------------------- | --------------------------- | --------------------------- | --------------------------- | --------------------------- | --------------------------- | --------------------------- | --------------------------- | --------------------------- | --------------------------- | --------------------------- | --- | ---------------- |
| 2001                                                                 | "What's Going On?" (com Artists Against AIDS Worldwide) | 35                          | 38                          | —                           | 27                          | 55                          | 8                           | —                           | 18                          | 26                          | 6                           | 19                          | 16                          | | What's Going On? |
| 2011                                                                 | "S&M (Remix)" (com Rihanna)                             | —                           | —                           | 1                           | 1                           | —                           | —                           | —                           | —                           | —                           | —                           | 2                           | —                           | - SUE: 3× Platina | Obra sem álbum   |
| 2012                                                                 | "Scream & Shout" (com will.i.am)                        | 1                           | 2                           | 1                           | 3                           | 1                           | 1                           | 1                           | 1                           | 1                           | 1                           | 2                           | 1                           | - ALE: 3× Platina - AUS: 6× Platina - DIN: 3× Platina - EUA: 3× Platina - MEX: 2× Platina + Ouro - NZ: 2× Platina - RU: Platina - SUE: 3× Platina - SUI: 2× Platina | #willpower       |
| 2015                                                                 | "Tom's Diner" (com Giorgio Moroder)                     | —                           | —                           | —                           | —                           | 146                         | —                           | —                           | —                           | —                           | —                           | —                           | —                           | | Déjà Vu          |
| 2016                                                                 | "Hands" (com Artists for Orlando)                       | —                           | —                           | —                           | —                           | —                           | —                           | —                           | —                           | —                           | —                           | —                           | —                           | | Obra sem álbum   |
| "—" indica uma obra que não entrou na tabela musical correspondente. |                                                         |                             |                             |                             |                             |                             |                             |                             |                             |                             |                             |                             |                             | |                  |

### Outras canções
| Ano                                                                  | Canção                              | Melhores posições atingidas | Melhores posições atingidas | Melhores posições atingidas | Melhores posições atingidas | Melhores posições atingidas | Melhores posições atingidas | Melhores posições atingidas | Melhores posições atingidas | Melhores posições atingidas | Melhores posições atingidas | Melhores posições atingidas | Melhores posições atingidas | Certificações  | Álbum              |
| Ano                                                                  | Canção                              | ALE                         | AUT                         | BEL (VA)                    | CAN                         | DIN                         | EUA                         | FRA                         | PB                          | RU                          | RUS                         | SUE                         | SUI                         | Certificações  | Álbum              |
| -------------------------------------------------------------------- | ----------------------------------- | --------------------------- | --------------------------- | --------------------------- | --------------------------- | --------------------------- | --------------------------- | --------------------------- | --------------------------- | --------------------------- | --------------------------- | --------------------------- | --------------------------- | -------------- | ------------------ |
| 2007                                                                 | "Everybody"                         | —                           | —                           | —                           | 81                          | —                           | —                           | —                           | —                           | —                           | 88                          | —                           | —                           |                | Blackout           |
| 2008                                                                 | "My Only Wish (This Year)"          | 33                          | 49                          | —                           | —                           | 14                          | —                           | —                           | 57                          | —                           | 144                         | 41                          | 48                          | - DIN: Platina | Platinum Christmas |
| 2008                                                                 | "Kill the Lights"                   | —                           | —                           | —                           | —                           | —                           | —                           | —                           | —                           | —                           | —                           | —                           | —                           |                | Circus             |
| 2008                                                                 | "Out from Under"                    | —                           | —                           | —                           | —                           | —                           | —                           | —                           | —                           | —                           | 48                          | 32                          | —                           |                | Circus             |
| 2008                                                                 | "Shattered Glass"                   | —                           | —                           | —                           | 75                          | —                           | 70                          | —                           | —                           | 192                         | —                           | —                           | —                           |                | Circus             |
| 2011                                                                 | "Up n' Down"                        | —                           | —                           | —                           | —                           | —                           | —                           | —                           | —                           | —                           | —                           | —                           | —                           |                | Femme Fatale       |
| 2013                                                                 | "SMS (Bangerz)" (com Miley Cyrus)   | —                           | —                           | —                           | —                           | —                           | —                           | —                           | —                           | 157                         | —                           | —                           | —                           |                | Bangerz            |
| 2013                                                                 | "Alien"                             | —                           | —                           | —                           | —                           | —                           | —                           | 147                         | —                           | —                           | —                           | —                           | —                           |                | Britney Jean       |
| 2013                                                                 | "It Should Be Easy" (com will.i.am) | —                           | —                           | 19                          | 88                          | —                           | —                           | 121                         | —                           | —                           | —                           | —                           | 71                          |                | Britney Jean       |
| "—" indica uma obra que não entrou na tabela musical correspondente. |                                     |                             |                             |                             |                             |                             |                             |                             |                             |                             |                             |                             |                             |                |                    |

## Outras aparições
| Ano  | Canção                                                                               | Álbum                                           |
| ---- | ------------------------------------------------------------------------------------ | ----------------------------------------------- |
| 1999 | "Soda Pop"                                                                           | Pokémon: The First Movie                        |
| 2001 | "...Baby One More Time"                                                              | Hot 90                                          |
| 2002 | "I Love Rock 'n Roll (karaoke sing-along version)"                                   | Music from the Major Motion Picture Crossroads  |
| 2002 | "Overprotected (Js16 Remix)"                                                         | Music from the Major Motion Picture Crossroads  |
| 2003 | "Like a Virgin / Hollywood Medley" (com Madonna, Christina Aguilera & Missy Elliott) | Remixed & Revisited                             |
| 2004 | "(I Got That) Boom Boom" (com Ying Yang Twins)                                       | White Chicks                                    |
| 2005 | "Toxic (Armand Van Helden Radio Edit)"                                               | Superstars: #1 Hits Remixed                     |
| 2006 | "Crazy" (com Kevin Federline)                                                        | Playing with Fire                               |
| 2007 | "Gimme More"                                                                         | Duas Caras Internacional                        |
| 2008 | "Piece of Me (Tiësto Club Remix)"                                                    | Elektrobeats                                    |
| 2008 | "...Baby One More Time"                                                              | Filth and Wisdom                                |
| 2011 | "I've Just Begun (Having My Fun)"                                                    | Bridesmaids: Original Motion Picture Soundtrack |
| 2012 | "...Baby One More Time"                                                              | Now That's What I Call A Number 1               |